# Manuel Silva
Manuel Silva (né le 1er mai 1954) est un ancien coureur cycliste professionnel portugais.

## Palmarès
- 1974
  - 6e et 16e étapes du Tour du Portugal

## Résultats sur le Tour de France
- 1975 : abandon